# William Strachey
William Strachey (Saffron Walden, 1572 – voor 21 juni 1621) was een Engelse/Amerikaanse schrijver wiens werken behoren tot de belangrijkste bronnen van de vroege geschiedenis van de Engelse kolonisatie van Noord-Amerika. Hij leeft voort in de herinnering als ooggetuige van de schipbreuk op een onbewoond eiland in 1609 van de "Sea Venture". Het kolonistenschip werd op weg naar Virginia verrast door een storm. De overlevenden bereikten na een verblijf van tien maanden op het eiland op zelfgebouwde scheepjes uiteindelijk Virginia.
Stracheys relaas zou volgens sommige onderzoekers aanleiding geweest zijn voor het toneelstuk The Tempest dat Shakespeare nadien schreef.
Toen hij in 1621 in armoede stierf, liet William Strachey dit vers na:
He died in poverty, leaving this verse:
Hark! Twas the trump of death that blew
My hour has come. False world adieu
Thy pleasures have betrayed me so
That I to death untimely go.
(vrije vertaling:) "Hij stierf in armoede/en liet dit vers na:/de dood hield de laatste troefkaart/en sloeg mijn laatste uur/vaarwel, valse wereld/en je pleziertjes vol bedrog/ik ga nu vroegtijdig de dood tegemoet."
- Bibliothèque nationale de France: cb136184852 (data)
- CiNii: DA02195115
- Gemeinsame Normdatei: 101659755X
- International Standard Name Identifier: 0000 0000 6300 8051
- Library of Congress Control Number: n87871920
- Nationale bibliotheek van Australië: 35527751
- Nationale Bibliotheek van Israël: 987007442614705171
- Nederlandse Thesaurus van Auteursnamen: 069564035
- SNAC: w6g754c2
- Système universitaire de documentation: 089836278
- Trove: 985409
- Virtual International Authority File: 74200681
- WorldCat: E39PBJyxkJ3h444MMK9DDRPRKd